# برناردا فینک
برناردا فینک (انگلیسی: Bernarda Fink؛ زادهٔ ۲۹ اوت ۱۹۵۵) خواننده، و خواننده اپرا اهل آرژانتین است.